# David Robertson (1er baron Marjoribanks)
Pour les articles homonymes, voir David Robertson.
David Robertson, 1er baron Marjoribanks (2 avril 1797 - 19 juin 1873), est un agent de change et homme politique écossais.

## Biographie
Né David Marjoribanks, il est le quatrième fils de John Marjoribanks (1er baronnet), député et Lord Provost d'Édimbourg. Il descend de Joseph Marjoribanks, un marchand de vin et de poisson à Édimbourg décédé en 1635 et aurait été le petit-fils de Thomas Marjoribanks de Ratho, chef du clan de plaine Marjoribanks . En 1834, il épouse Marianne-Sarah, fille aînée de Thomas Haggeston des baronnets de Haggeston et cohéritière de sa mère, Margaret (décédée en 1823), elle-même héritière de William Robertson de Ladykirk. Après le mariage, Marjoribanks change son nom pour Robertson afin de garder l'argent et les biens de sa femme.

## Carrière
Il travaille pour une société de bourse spécialisée dans les obligations mexicaines. Il sert comme député du Berwickshire en tant que membre du parti libéral de 1859 à 1873, dans l'ancienne circonscription parlementaire de son frère Charles Marjoribanks. Il est également Lord Lieutenant du Berwickshire entre 1860 et 1873. La dernière année, il est élevé à la pairie en tant que baron Marjoribanks, de Ladykirk dans le comté de Berwick, choisissant son nom de famille d'origine pour le titre.

## Famille
Lord Marjoribanks est décédé après avoir été renversé par un bus tiré par des chevaux devant son club à Newcastle en juin 1873, à l'âge de 76 ans, quelques jours seulement après son élévation à la pairie. Ses fils l'ont précédé dans la tombe et son titre a par conséquent disparu. Il est enterré à Ladykirk et son mausolée familial est à proximité à Coldstream. En 2012, Ladykirk est toujours la possession d'un descendant dans la lignée féminine.